# Rose Bengal test
Rose Bengal test je sérologická metoda používaná k diagnostice brucelózy (Brucella abortus, B. melitensis a Brucella suis. Jedná se v podstatě o aglutinační reakci antigenu se specifickou protilátkou v kyselém prostředí, kdy je k antigenu přimíchána Bengálská červeň pro jeho zvýraznění. Jako antigen se používá inaktivovaný kmen bakterie Brucella abortus Weybridge 19.

## Postup
Vyšetřované sérum (30 μl) se nanese na skleněnou či porcelánovou plotnu. K tomu se přikápne antigen s bengálskou červení, promíchá se a po 4 minutách inkubace se odečítají výsledky. Vedle vyšetřovaného séra je vždy nutno provést obdobný postup i s pozitivním a negativním sérem od výrobce. Jako pozitivní reakce se hodnotí jakákoliv reakce s tvorbou vloček.